# Epidendrum denticulatum
Epidendrum denticulatum, é uma espécie de orquídea, muito comum no Brasil, que faz parte de um grupo de espécies de pertencentes ao gênero Epidendrum, todas muito parecidas, distintas apenas por pequenos detalhes, as quais de modo geral são consideradas sinônimos do E. secundum Jacquin. Em regra este grupo de espécies é terrestre ou epífita, muitas vezes encontrado em dunas ou à beira das praias e às margens dos rios, vivendo sob sol pleno, por quase todo o litoral brasileiro e em muitos outros países americanos. São ocasionalmente utilizados em jardins pois florescem longamente formando vistoso conjunto de flores de cores variáveis. Híbridos desta espécie são comumente encontrados à venda nas exposições de orquídeas e supermercados.
A principal causa da confusão em sua identificação é devida ao fato de as espécies secas e prensadas em herbários perderem parte das características facilmente verificáveis em uma planta viva, principalmente no que se refere à curvatura e calosidades presentes no labelo de suas flores

## Distribuição
O Epidendrum denticulatum é encontrado nas matas secas e tropicais da Serra do Mar no Brasil, desde o Rio Grande do Sul, estendendo-se por todos os estados do litoral até Pernambuco, e também nas florestas abertas de Minas Gerais  em altitudes entre 500 e 1400 metros. Apresenta tanto hábito epífita  como terrestre , sendo mais comumente encontrado vivendo entre arbustos baixos à beira das estradas, clareiras nas matas e topos das colinas, ocasionalmente formando grandes touceiras que podem medir mais de 5 metros quadrados e apresentar flores de diversas cores.
Há diversas referências quanto a sua presença em locais litorêneos de baixa altitude, entretanto não se sabe se estas referências seriam ocasionadas pela confusão na identificação das espécies deste grupo.

## Descrição

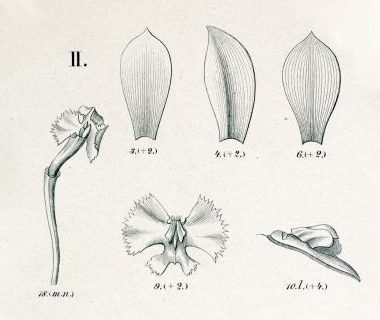
Epidendrum denticulatum
Ilustração publicada no Flora Brasiliensis.

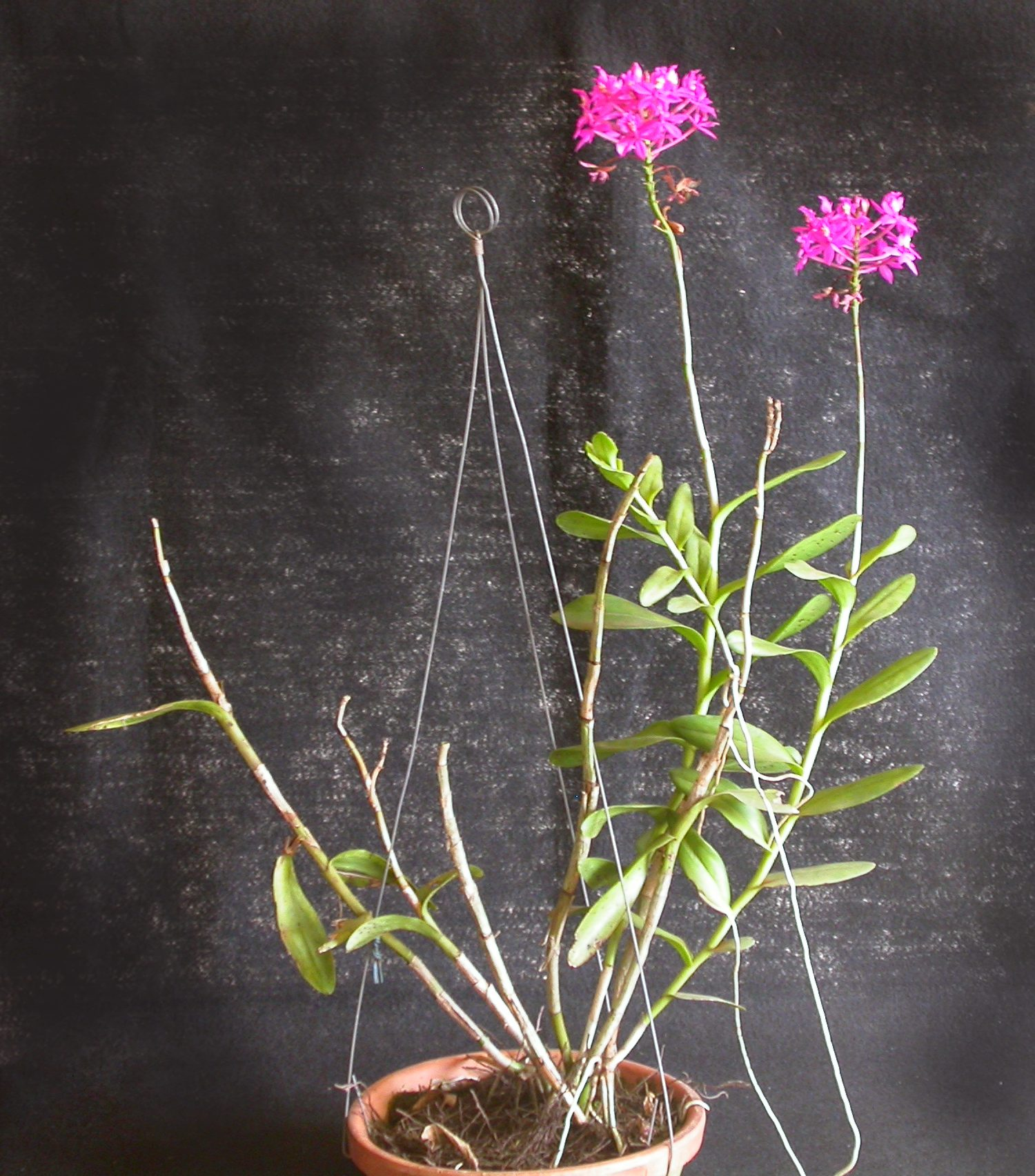
Epidendrum denticulatum
Aparência de uma planta cultivada sob luz fraca, quando seu caule torna-se mais alongado e as folhas mais finas e largas.

São plantas de crescimento pseudomonopodial, ou seja, crescem contínuamente no ápice dos caules, mas brotam também das gemas presentes em sua base, como acontece nas plantas de crescimento simpodial. Quando sujeitas à luminosidade insuficiente tornam-se estreitas, alongadas e emaranhadas, produzindo grande quantidade de brotos e raízes próximos das extremidades dos caules. Quando iluminadas por sol pleno, apresentam mais brotos basais, sendo raros os latero-terminais, além de apresentarem porte bastante mais baixo.

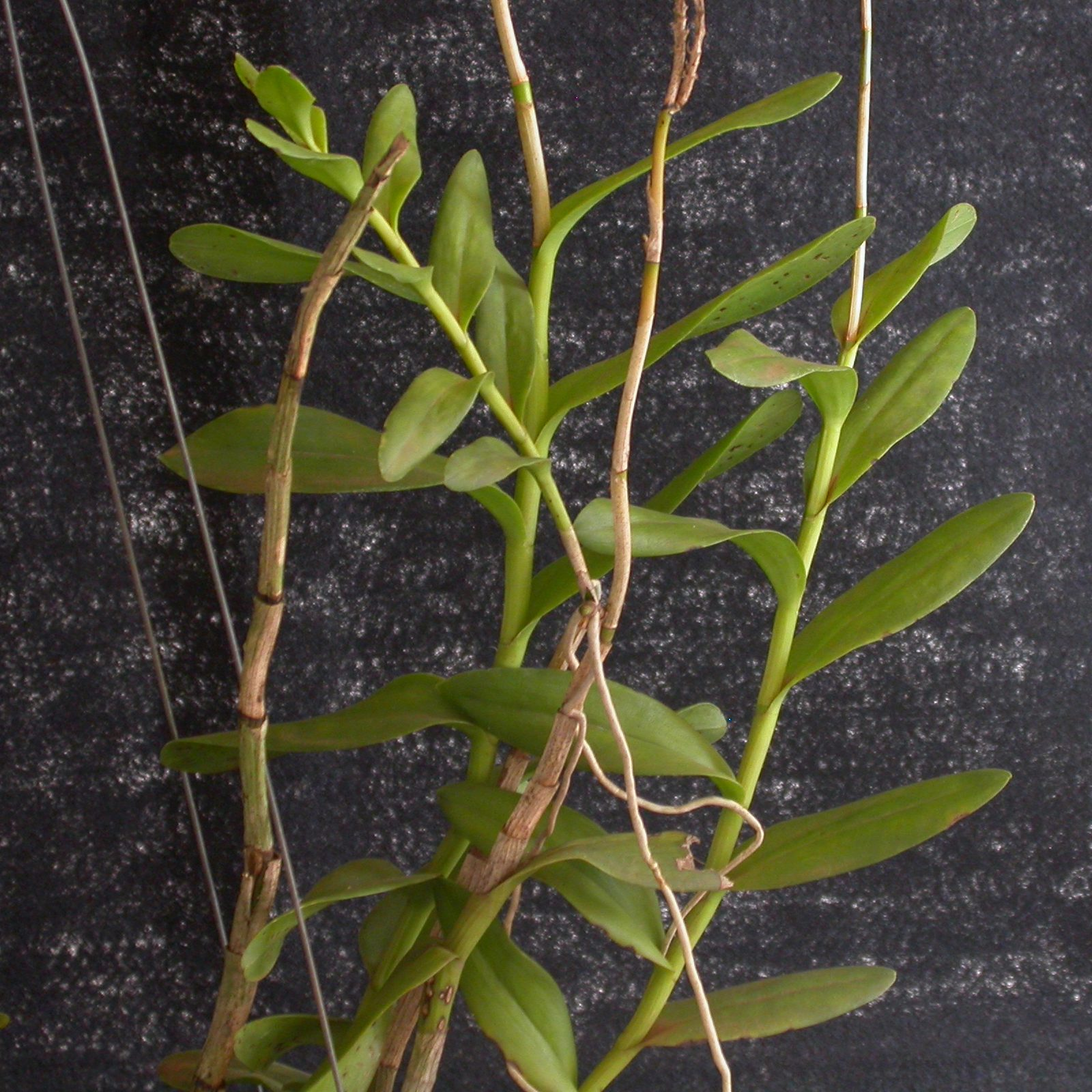
Epidendrum denticulatum
Detalhe das folhas e de uma nova planta, já com raízes, aparecendo em brotação lateral no topo do caule.

Suas raízes apresentam velame esponjoso do tipo-epidendrum, são delgadas, medindo cerca de 3 mm de espessura, bastante longas, prolongando-se aéreas por mais de metro quando a planta assume o hábito epífita. O caule é cilindrico e mede cerca de 4 mm de diâmetro, podendo alongar-se por mais de um metro quando em locais mais sombreados. As folhas são espessas e quebradiças, alternadas, articuladas, geralmente conservando-se apenas uma dúzia das folhas mais novas na porção terminal dos caules, medem até 9 cm de comprimento por 2 cm de largura .
A inflorescência é racemosa, terminal, em umbela, ou seja, formando uma circunferência ou globo que cresce contínuamente e pode medir mais de 30 centímetros, com até cem pequenas flores, sempre umas dez a trinta simultâneas, brancas, creme, amarelas, alaranjadas ou mais frequentemente róseas, que abrem em sucessão durante quase todo o ano, dispostas para todos os lados . As flores duram cerca de um mês, medem cerca de dois centímetros de diâmetro e não ressupinam, ou seja, não torcem o ovário de modo a aparecerem com o labelo na parte inferior. As pétalas e sépalas são iguais e ovaladas medindo 11 mm de comprimento por 5 mm de largura, o labelo é tetralobado e, como todos os Epidendrum, soldado à coluna, mede 12 mm de comprimento.
A característica distintiva desta espécie são os calos presentes no labelo de suas flores, que parecem dois pequenos dentes divergentes de estremidade crenulada, próximos à coluna, separados por uma carena entre eles. As outras espécies deste grupo costumam apresentar apenas um grande calo central de formato variado disposto em frente à coluna .

## Histórico

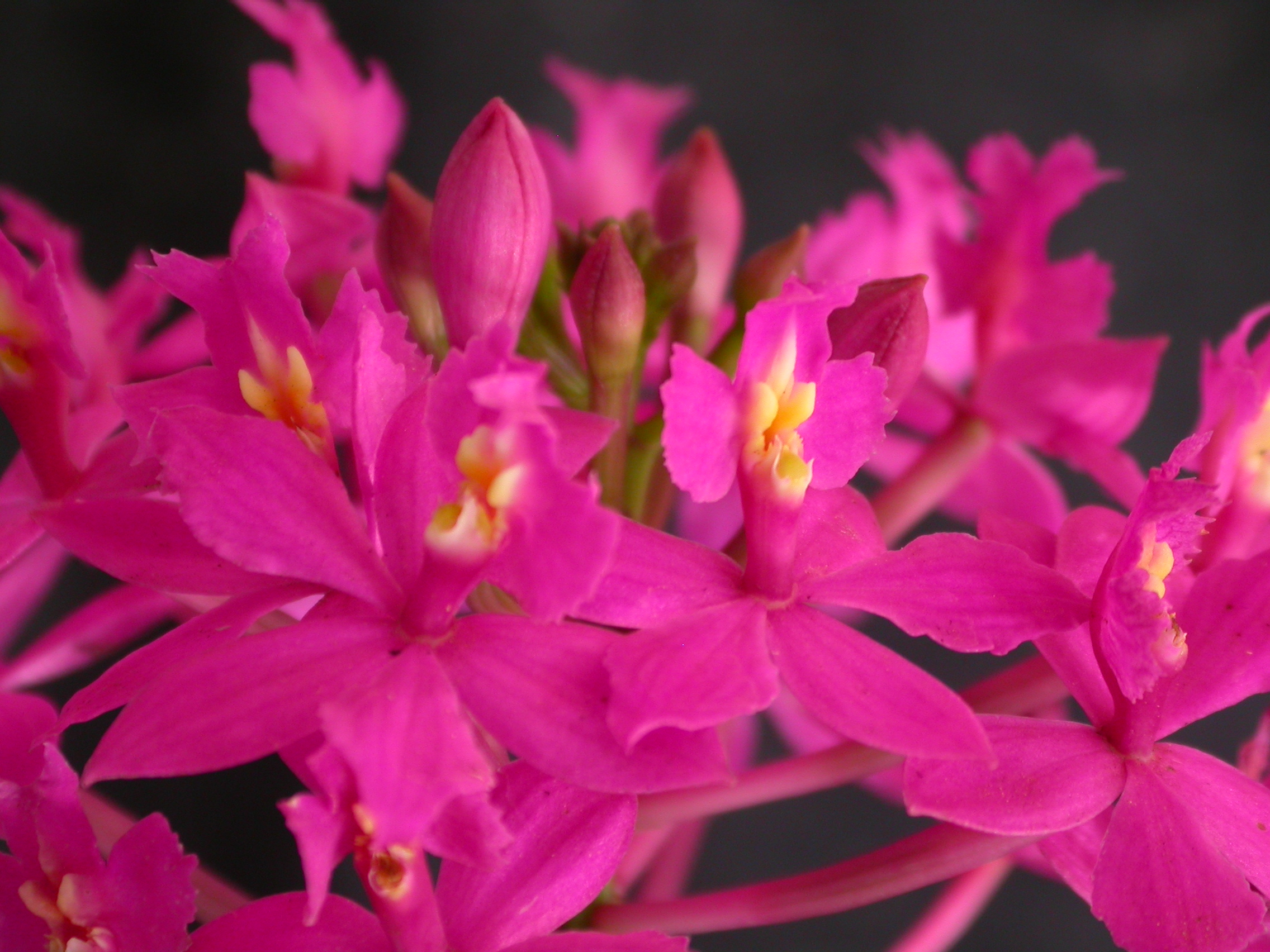
Epidendrum denticulatum
Vista das flores.

O Epidendrum denticulatum foi descrito por João Barbosa Rodrigues em 1881, a partir de uma planta de flores róseas com calosidades brancas e amarelas, encontrada florescendo no mês de março sobre uma árvore nas matas próximas a Joinville, em Santa Catarina. O nome é uma referência ao labelo de margem serrilhada, como se fossem pequenos dentes .
Pelo fato de fazer parte deste grande grupo de espécies similares, por muito tempo sua aceitação esteve em dúvida entre os taxonomistas fora do Brasil, que consideravam esta espécie apenas um sinônimo do Epidendrum secundum..

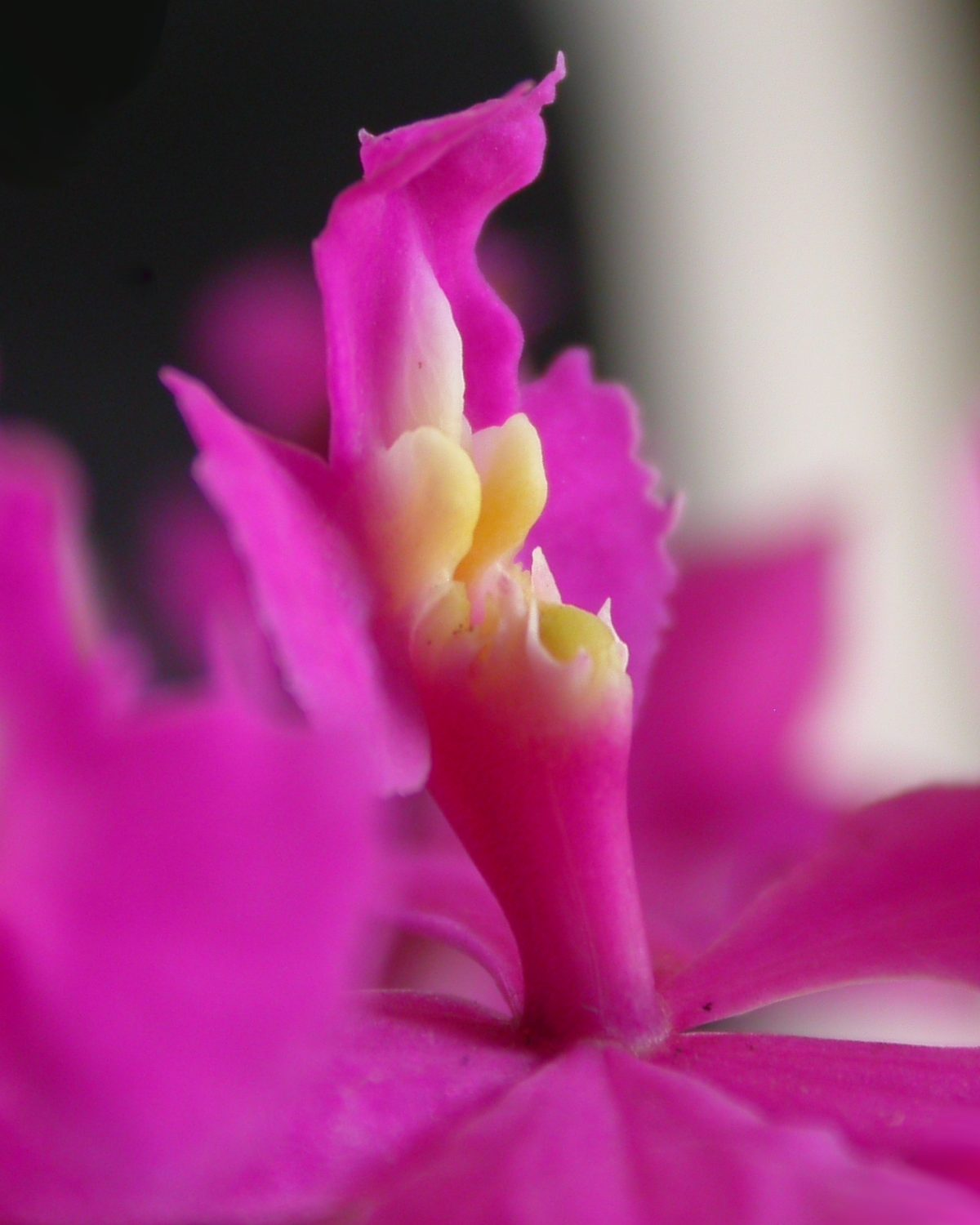
Epidendrum denticulatum
Detalhe lateral dos calos do labelo.

Em 2007, Fábio de Barros e Fábio Pinheiro publicaram um trabalho estabelecendo sem dúvida a identidade desta espécie. Mediram os segmentos florais de dezenas de exemplares em cultivo e demostraram, dentre outras diferenças existentes nas medidas nos lobos do labelo, que a coluna desta espécie mede de 7 a 8 mm de comprimento, e o labelo de 11,7 a 13,4 mm enquanto no Epidendrum secundum estas medidas são respectivamente 4,7 a 6,2 mm e 7,2  a 8,6 mm . Mas, de qualquer forma, sabe-se que esta espécie pode ser prontamente identificada pelo formato dos calos .

## Cultivo
É planta pouco exigente e de fácil cultivo em mistura de material orgânico e arenoso, bem drenado, tanto em grandes vasos como em canteiros sob sol pleno. Tolera temperaturas entre 2 e 40°C.

## Polinização
Aparentemente são polinizadas por borboletas ou formigas . A planta produz néctar nos pecíolos dos botões flores e frutos, mas não nas flores  . Entretanto há também informações conflitantes afirmando que existe um pequeno nectário no final do tubo formado pelo labelo e coluna .

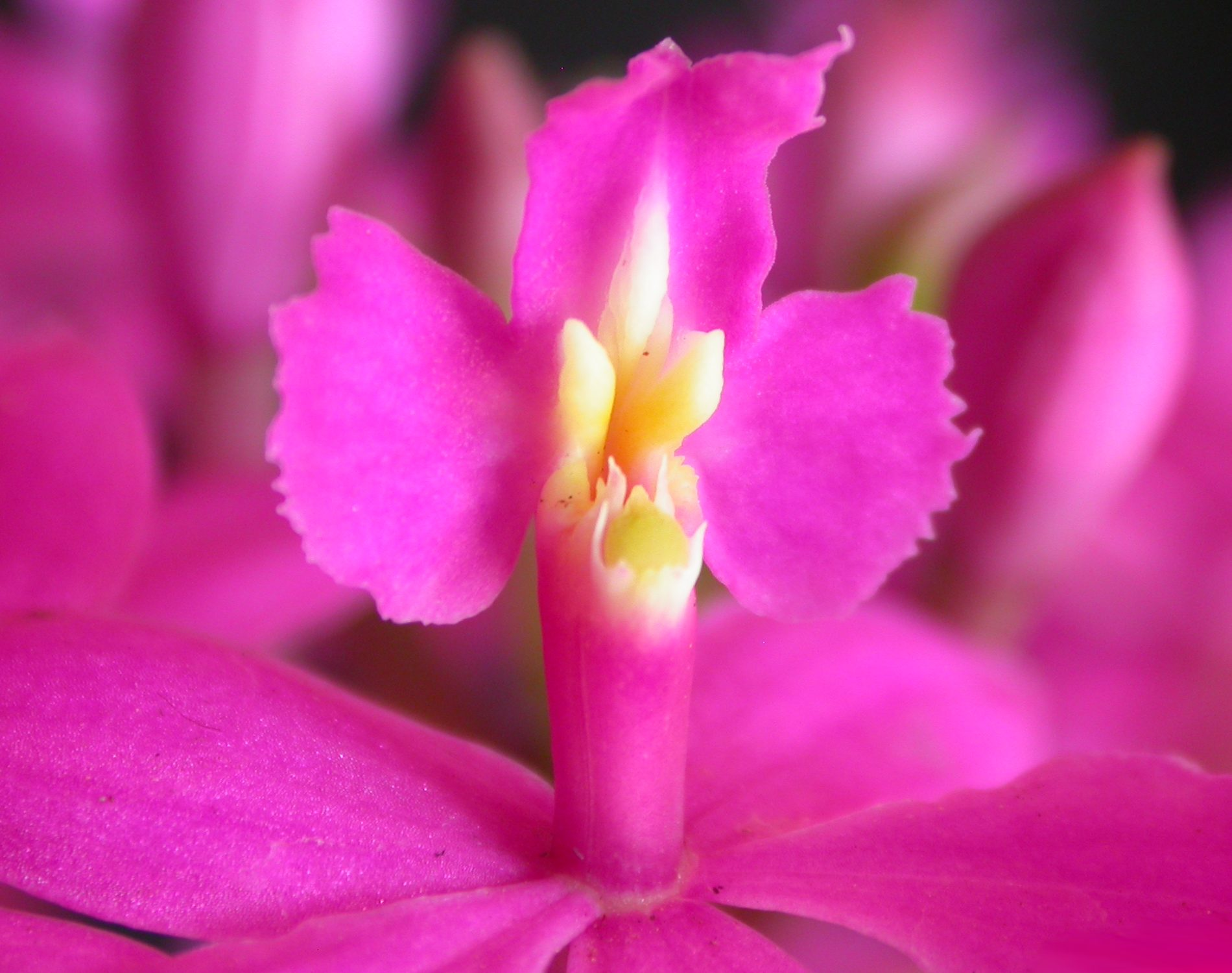
E. denticulatum Diferença entre os calos.
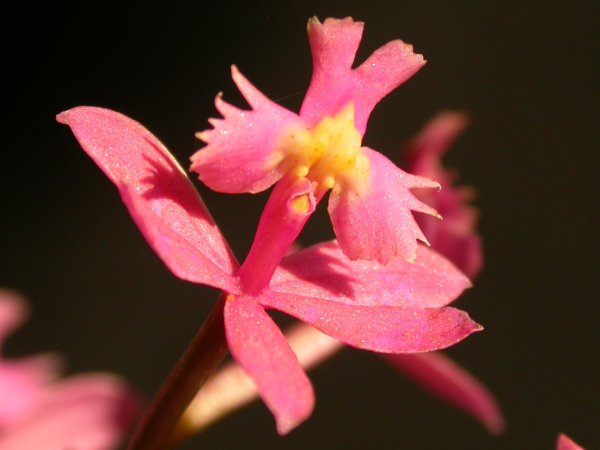
E. secundum